# Klangrede
Znějící mluva, či znějící řeč, německy Klangrede je princip hudební formy a tvorby zejména v 18. století. Výraz Klangrede formuloval Johann Mattheson ve své práci Der vollkommene Capellmeister / Dokonalý kapelník. Nezřídka se Klangrede kombinuje s jinými hudebními formami.

## Příklady

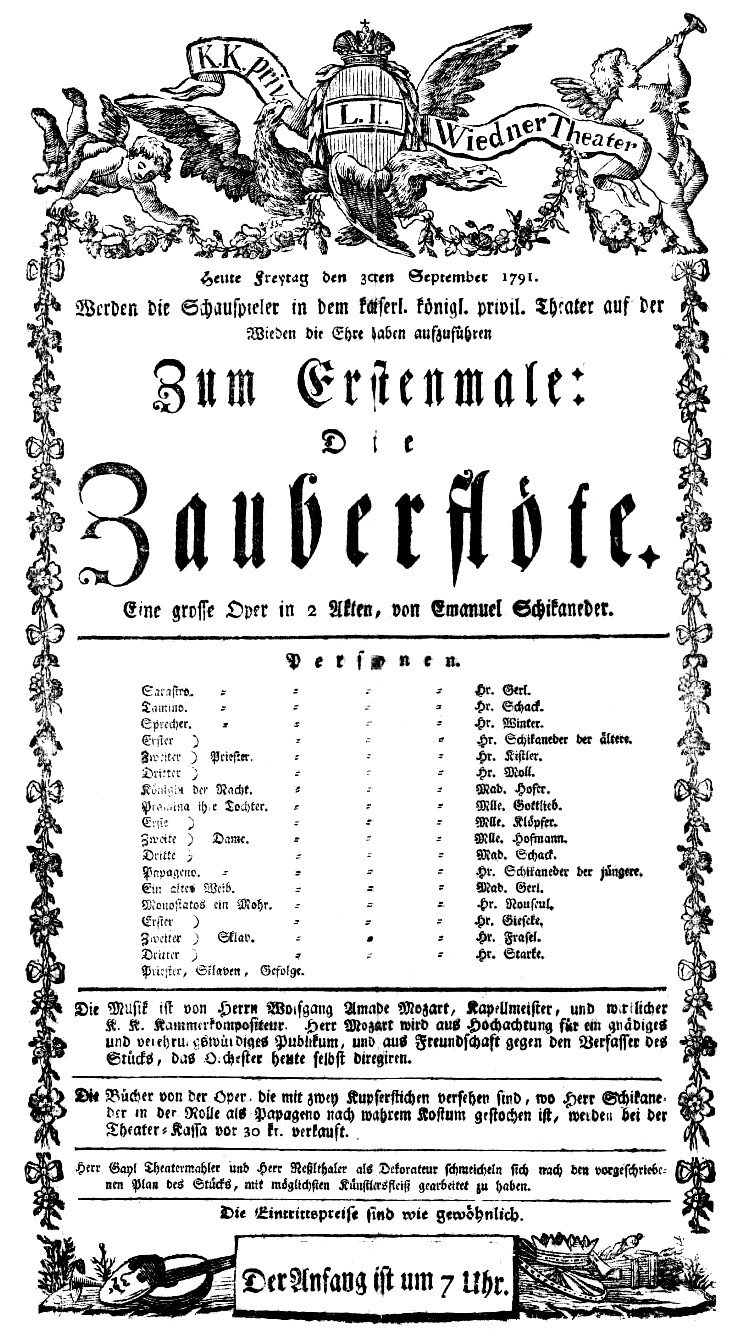
Theaterzettel

Formě „znějící mluvy“ přibližně odpovídá:
"Obrázková árie" (Bildnis-Arie „Dies Bildnis ist bezaubernd schön“) Tamina, či árie Paminy („Ach, ich fühls“) z Mozartovy opery Kouzelná flétna.
Pamina: Ach, ich fühl’s, es ist verschwunden
Také Erlkönig od Franze Schuberta můžeme považovat za příklad Klangrede.
Rovněž u instrumentální hudby, jako u Bachova Dobře temperovaného klavíru I (fuga c-moll nebo fuga b-moll) lze hovořit o Klangrede.